# Назаров, Шариф Назарович
Шариф Назарович Назаров (тадж. Шариф Назарович Назаров; 23 февраля 1946, Таджикская ССР, СССР) — советский и таджикский футболист (защитник) и тренер. Заслуженный тренер СССР (1992) и Таджикской ССР (1977), заслуженный деятель физической культуры РТ.
Работает в должности главного тренера олимпийской сборной Таджикистана по футболу.

## Биография
Рано остался без родителей, воспитывался в детском доме Яккачинарского района и школе-интернате Шахринава. 4 месяца проучился в Ленинградском высшем военно-морском училище.
С 1964 года — в душанбинском «Энергетике». Однако карьеры игрока не получилось из-за травм, и уже в 1973 работал функционером в «Памире».
Окончил Таджикский институт физической культуры (1976) и Высшую школу тренеров (1983).
По окончании ВШТ Назарову позвонили из Совмина республики и предложили работать в «Памире». Команда в то время находилась на грани вылета. Назаров, обсудив перспективы работы с Юрием Семиным, согласился на работу в команде.
В 1986, после ухода Сёмина, возглавил команду, выведя её в 1988 в высшую лигу чемпионата СССР. В 1989 уехал в командировку в Египет тренировать местный клуб «Эль-Марих». С 1990 — снова главный тренер «Памира». В 1992, после распада СССР, вынужден был остаться в Таджикистане, заново отстраивал систему футбола в стране. Одновременно возглавил сборную страны, проводя вместе редкие игры на разных турнирах.
В 1994—1995 работал в Узбекистане с клубом «Новбахор». В 1997 вернулся в Таджикистан, возглавив снова возрожденный «Памир». В 1998—2001 возглавлял «Варзоб», с которым сумел стать трёхкратным чемпионом страны. В 2001—2002 — главный тренер «Фарруха» (Гиссар), в 2003—2005 — главный тренер «Авиатора» (впоследствии «Парвоз»), в 2006—2007 — главный тренер «Хима» (Душанбе).
Одновременно работал главным тренером национальной сборной Таджикистана — в 1999, 2003, 2005—2006.
С декабря 2008 года — главный тренер олимпийской сборной Таджикистана. Одновременно, с июня 2009 — президент Регар-ТадАЗ. В 2015 году открыл футбольную школу в Душанбе.

## Достижения
как тренера
- обладатель Кубок вызова АФК 2006
- чемпион Таджикистана 1992, 1998, 1999, 2000
- обладатель Кубка Таджикистана 1992, 1999, 2004
- победитель первой лиги СССР 1988 года в составе «Памира»

## Семья
Женат, имеет сына, дочь и шесть внуков.